# 레이철 브룩 스미스
레이철 브룩 스미스(Rachele Brooke Smith, 1987년 11월 7일 ~ )는 미국의 배우, 댄서이다.

## 출연 작품
- 17 어게인
- 라스트 엑소시스트 - 조 역